# Mojca Pešec
Mojca Pešec, slovenska častnica. Doktorica obramboslovnih znanosti.* 12. marec 1965.

### Življenje
Diplomirala (1988) in magistrirala (2007) na Univerzi v Ljubljani, Fakulteta za družbene vede, smer obramboslovje. 
Med slovensko osamosvojitveno vojno je delovala kot prostovoljka na Sekretariatu za SLO in DS v Žalcu. Oktobra 1991 se je zaposlila v takratni TO. Leta 1992 je delala v 1. bataljonu 82. brigade, nato pa je od leta 1992 do 1998 delovala v 8. Pokrajinskem štabu za TO Celje oziroma v poveljstvu Zahodnoštajerske pokrajine na področju usposabljanja poveljstev in enot.
Leta 1998 je opravila Marshall Centre Defence and Security College Executive Seminar, in do leta 2002 službovala v Generalštabu Slovenske vojske kot načelnica oddelka za usposabljanje; med letoma 2002 in 2003 je opravila Generalštabni program kopenske vojske ZDA (Fort Leavenworth, Kansas). Med letoma 2003 in 2004 je bila načelnica štaba 1. brigade.
Od januarja 2005 do decembra 2008 je opravljala dolžnost v oddelku za operativno eksperimentiranje v Natovem strateškem poveljstvu za transformacijo (NATO Supreme Allied Command Transformation), v Norfolku, Virginia, ZDA. Vodila je načrtovanje in izvajanje eksperimentov na področju vojaško-civilnega sodelovanja in na politično-vojaški ravni. Kot direktorica Civil-military Fusion Centre (CFC) je vodila skupino mednarodnih vojaških in civilnih strokovnjakov, ki so razvili informacijski portal (Civil-Military Overview - CMO). Portal je od 2008-2013 kot prva tovrstna operativna zmogljivost podpiral celovit pristop mednarodne skupnosti pri reševanju kompleksnih kriz.
Od maja 2009 do junija 2010 je opravljala dolžnost načelnice kabineta načelnika Generalštaba Slovenske vojske.
Kot prva slovenska častnica je zaključila študij na Nacionalni vojaški fakulteti v ZDA in pridobila naslov magistrica znanosti nacionalne varnostne strategije (2011)..
Od 2011 do 2013 je poveljevala Šoli za častnike.
Od julija 2013 opravlja dolžnost slovenske nacionalne predstavnice pri NATO poveljstvu za transformacijo (NATO SACT)v Norfolku, Virginia, ZDA.
Je so-avtorica Doktrine vojaškega izobraževanja in usposabljanja (2013).
Doktorirala na obramboslovju z disertacijo "NATO in celovit pristop pri reševanju kompleksnih kriz" (2015).

## Napredovanja
- polkovnik: 13. maj 2011

## Odlikovanja
- bronasta medalja Slovenske vojske
- srebrna medalja Slovenske vojske
- bronasta medalja generala Maistra
- NATO Meritorius Service Medal (2007)
- srebrna medalja generala Maistra (2009)
- zlata medalja Slovenske vojske (2012)